# Crioa perspicua
Crioa perspicua là một loài bướm đêm trong họ Noctuidae.